# 고성 옥천사 나한전 목조보살좌상 및 나한상
고성 옥천사 나한전 목조보살좌상 및 나한전(固城 玉泉寺 羅漢殿 木造菩薩坐像 및 羅漢)은 대한민국 경상남도 고성군 개천면, 옥천사에 있는 불상과 나한상이다. 2018년 6월 21일 경상남도의 유형문화재 제628호로 지정되었다.

## 지정 사유
고성 옥천사 나한전 목조보살좌상 및 나한상은 양식적 특징으로 보아 조선후기 18세기를 대표하는 색난계 조각승에 의해 조성된 것으로 추정되며, 나한상은 조선후기 불교조각의 흐름은 물론 색난 계보와 양식사 연구에 있어 귀중한 자료적 가치가 있다.